# 人肉臘腸
《人肉臘腸》（英語：The Unpublicizable File）是一部1993年由馬少雄執導恐怖電影，涉及有關謀殺，包括肢解碎屍、賭博、賣淫禁錮等情形，主要演出由兩者已故惠天賜、何家駒、柯妍希等。

## 角色
| 演員                 | 角色   | 備註                     |
| 惠天賜               | 聖     |                          |
| 吳綺珊（東協美由子） | 雪兒   | （粵語配音：曾慶珏）     |
| 何家駒               | 組長   | （粵語配音：張炳強）     |
| 柯妍希               | 男人婆 | （粵語配音：陸惠玲）     |
| 虞金寶               | 梁木生 |                          |
| 張正湧               | 高利代 | （粵語配音：周永光）     |
| 范愛潔               | 文君   | （粵語配音：黃鳳英）     |
| 邱玉茹               | 麗     |                          |
| 胡翔評               | 何伯   | （粵語配音：已故源家祥） |
| 梁琛榮               | 喪狗   | （粵語配音：已故林保全） |

## 製作、發行和拍攝
該片由美佳國際影業公司在1993年中拍攝，由兩者已故惠天賜、何家駒、柯妍希、梁琛榮等人參演拍攝，以上為台灣拍攝，以模仿香港背景，拍攝地點為歐風服飾公司、好味食品加工廠、鳳凰城粤菜酒家、基隆楓林小橋渡假別墅等。
而因為涉及過多肢解、過於暴力、吸毒等，因此電影評級中根據《電影檢查條例》，本片列為只准18歲或以上人士觀看（III）。
上映日期為1994年1月1日。

## 外部連結
- 互联网电影数据库（IMDb）上《人肉臘腸》的资料（英文）